# Лянтор
Лянтор (на руски: Лянтор) е град в Русия, разположен в Сургутски район, Ханти-Мансийски автономен окръг - Югра, Тюменска област, Уралски федерален окръг. Населението на града към 1 януари 2018 година е 40 317 души.

## История
За пръв път селището е упоменато през 1932 година, основано е през 1932 година, а през 1992 година получава статут на град.